# جیمز برادفورد (وزنه‌بردار)
جیمز برادفورد (انگلیسی: James Bradford; ۱ نوامبر ۱۹۲۸ – ۱۳ سپتامبر ۲۰۱۳) ورزشکار وزنه‌برداری اهل ایالات متحده آمریکا بود.
وی در مسابقات کشوری و بین‌المللی در مجموع برندهٔ ۶ مدال نقره شده‌است.